# Мартін Шумніг
Ма́ртін Шу́мніг (нім. Martin Schumnig; 29 липня 1989, м. Клагенфурт, Австрія) — австрійський хокеїст, захисник. Виступає за КАС «Клагенфурт» в Австрійській хокейній лізі. 
Вихованець хокейної школи ХК КАС «Клагенфурт». Виступав за ХК КАС «Клагенфурт».
У складі національної збірної Австрії учасник чемпіонатів світу 2011, 2012 (дивізіон I), 2013, 2014 (дивізіон I) і 2015. У складі молодіжної збірної Австрії учасник чемпіонату світу 2008 (дивізіон I). У складі юніорської збірної Австрії учасник чемпіонату світу 2007 (дивізіон I).
Досягнення
- Чемпіон Австрії (2009, 13).